# Banchus insulanus
Banchus insulanus là một loài tò vò trong họ Ichneumonidae.